# Klaus Bodinger
Klaus Bodinger   (Breslau, 14 de maig de 1932 - Estrasburg, 6 d'abril de 1994) fou un nedador alemany, especialista en braça, que va competir durant la dècada de 1950.
En el seu palmarès destaquen dos títols nacionals el 1952 i 1953 i una medalla d'or al Campionat d'Europa de natació de 1954 representant la República Democràtica Alemanya. Posteriorment es va traslladar a la República Federal Alemanya, on guanyà tres títols nacionals, el 1955, 1957 i 1958, i una medalla de bronze al Campionat d'Europa de 1958.